# سیتوژنتیک

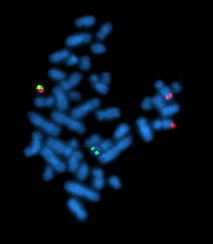
تصویر یک متافاز که در آن با تکنیک FISH جابجایی کروموزومی نشان داده شده‌است

ژنتیک سلولی یا سیتوژنتیک (به انگلیسی: Cytogenetics) علم مطالعه ساختمان کروموزوم‌ها و بررسی ارتباط آن‌ها با عملکرد سلول است.
در این علم کروموزوم‌ها با استفاده از روش‌هایی مانند کاریوتایپ، تکنیک‌های باندینگ (نوارگذاری) یا شیوه‌های سیتوژنتیک مولکولی مورد تحلیل و بررسی قرار می‌گیرند. سیتوژنتیک شاخه‌ای از ژنتیک است که با مطالعه ساختار و ترکیب کروموزومی یک سلول مرتبط است، که شامل آنالیز روتین کروموزومهای G-Band شده و سایر تکنیکهای بندینگ و نیز سیتوژنتیک مولکولی شامل FISH و CGH است.